# جامار آدامز
جامار آدامز (بالإنجليزية: Jamar Adams)‏ هو لاعب كرة قدم أمريكية أمريكي، ولد في 29 نوفمبر 1985 في تشارلوت في الولايات المتحدة.

## وصلات خارجية
- جامار آدامز على موقع مرجع كرة القدم المحترفة.كوم (الإنجليزية)